# Gaston Vandermeerssche
Gaston Vandermeerssche (Gent, 18 augustus 1921 - Bayside, 1 november 2010) was een Belgische student wis- en natuurkunde tijdens de Tweede Wereldoorlog. Met hulp van I.J. Cohen en Gijs (schuilnaam Wim) Stenger werd het inlichtingennetwerk Dienst Wim opgericht.  ‘Wim’ Stenger zocht vervolgens contact met diverse losse verzetsgroepen in Nederland. Gastons leven tijdens de Tweede Wereldoorlog werd de basis voor een roman uit 1988 van Allan Mayer, die later werd aangepast tot de Belgische film uit 1997, Gaston's War.
Bij de Duitse inval vluchtte hij naar Toulouse. Onder de codenaam "Raymond" zette Vandermeerssche een geheime smokkelroute op door de Pyreneeën om op microfilm spionagegegevens uit bezet Frankrijk, via Barcelona, naar het Belgische militaire hoofdkwartier in Londen te brengen. Hij werd in 1943 in Perpignan gearresteerd door de Duitsers, en werd in verschillende gevangenissen gevangen gehouden. Hij werd in 1945 bevrijd door Amerikaanse troepen. 
Vandermeerssche emigreerde naar de Verenigde Staten en woonde in Bayside, Wisconsin, waar hij op 1 november 2010 een natuurlijke dood stierf op 89-jarige leeftijd. Hij liet zijn vrouw Violette, drie dochters en een zoon na.